# Thomas Bangalter
Thomas Bangalter (Parigi, 3 gennaio 1975) è un disc jockey e produttore discografico francese.
Oltre ad essere noto per essere stato uno dei componenti dei Daft Punk insieme a Guy-Manuel de Homem-Christo, Bangalter è anche ricordato per aver fatto parte del progetto Stardust assieme a Alan Braxe e Benjamin Diamond, del quale è stato anche co-produttore assieme a Braxe. Ha inoltre realizzato e prodotto la colonna sonora del film Irréversible, con protagonisti Monica Bellucci e Vincent Cassel.
Autore di varie collaborazioni di successo, Bangalter ha lavorato in coppia con DJ Falcon nel progetto Together ed ha suonato tutte le parti di pianoforte dell'album United, primo disco dei Phoenix.
Bangalter, assieme al suo amico de Homem-Christo nei Daft Punk e ad altri esponenti della musica elettronica francese come Air, Les Rhitmes Digitales, Cassius e Alan Braxe & Fred Falke, è uno dei maggiori esponenti del cosiddetto French Touch, termine con il quale si suole indicare sia un genere di musica (in qualche modo accostabile alla funky house, con una forte dose di elettronica) sia il gruppo di artisti che la producono.

## Biografia

### Primi anni
Nato a Parigi nel 1975, Bangalter inizia a suonare il pianoforte all'età di sei anni. Come racconta lo stesso Thomas in una delle sue poche interviste, i genitori erano molto severi al riguardo. Suo padre, Daniel Vangarde, è un cantante e produttore francese di origine ebraica, molto noto a livello nazionale grazie a sue produzioni risalenti agli anni settanta e ottanta, da cui Thomas si è ispirato, ma senza ripercorrere le orme del padre.

### Carriera
Nel 1987 conosce Guy-Manuel de Homem-Christo al Lycée Carnot di Parigi e insieme scoprono la musica degli anni sessanta e settanta da cui presero forti ispirazioni per formare diversi gruppi musicali. Così nascono i Darlin', gruppo indie rock, dove Thomas suona il basso affiancato da Laurent Brancowitz, attualmente chitarrista dei Phoenix. Dopo aver ricevuto pesanti critiche negative riguardo l'operato dei Darlin' (definiti "a bunch of daft punk"), nel 1993, insieme a de Homem-Christo, si avvicina sempre più al mondo dell'elettronica, facendo sì che Laurent lasciasse il gruppo per dedicarsi a progetti più indie rock insieme ai futuri Phoenix. Grazie a ciò si formano ufficialmente i Daft Punk e da lì comincia il successo di Bangalter.
Nello stesso anno presenta a Stuart Macmillan del duo Slam del materiale da cui sarebbe nato il primo brano dei Daft Punk: The New Wave. Grazie al padre di Bangalter, il nuovo duo acquisisce preziosi consigli e aiuti per entrare meglio nel mondo musicale e della discografia. La realizzazione del primo album, intitolato Homework, è avvenuta interamente nella camera di Bangalter, tanto da richiedere il trasloco di mobili per far spazio agli strumenti (da qui il titolo dell'album, cioè come se fosse stato realizzato "come dei compiti scolastici da fare per casa", secondo le dichiarazioni di Bangalter).
Nel 1997 Bangalter fonda la propria etichetta discografica, la Roulè; nello stesso anno scopre il cantante Romanthony, il quale avrebbe cantato, nel 2000, in due brani dell'album Discovery, One More Time e Too Long. L'anno successivo la sua fama raggiunge l'apice grazie al noto brano Music Sounds Better with You, realizzata insieme ai francesi Alan Braxe e Benjamin Diamond, formando gli Stardust. Questo brano nacque per puro caso nel corso di un DJ set presso il Rex Club di Parigi; Bangalter e Braxe crearono una base sulla quale Diamond, vocalist della serata, cantò istintivamente le parole che poi sarebbero diventate il titolo della canzone. Subito dopo, Bangalter collabora con Bob Sinclar nel brano Gym Tonic, il quale ottiene un buon successo nel Regno Unito e lancia un timido Bob Sinclar nel mondo dell'house. In seguito lavora insieme a DJ Falcon creando il progetto Together, ottenendo buoni risultati.
Nel 2000 Thomas partecipa brevemente ad una nuova esperienza musicale insieme ai Phoenix: infatti sarà proprio lui a suonare la tastiera in tutti i brani del primo album dei Phoenix, United, ottenendo un gran successo. Dopo questi progetti di successo (tant'è che si affermava che tutto ciò che toccava il francese diventava oro), Thomas si ricongiunge con Guy-Manuel per iniziare a lavorare al successivo album dei Daft Punk, Discovery. L'album prende tantissimi spunti da vecchie canzoni degli anni '70 e '80 e diventa uno dei migliori e più venduti album del 2001, superando per alcuni versi Homework.
Nel 2002 compone le canzoni del film di Monica Bellucci e Vincent Cassel, Irréversible. Nel 2005 esce Human After All, un album di 45 minuti consistente in 9 tracce più un'intro (On/Off), registrato in sole 6 settimane. Per la prima volta un lavoro dei Daft Punk non è stato accolto all'unanimità né dalla critica né dal pubblico. Nel 2007, a dieci anni di distanza dal primo album dal vivo dei Daft Punk, esce Alive 2007, produzione in cui i due artisti della scena elettronica francese eseguono mash-up live in maniera incredibilmente innovativa con i loro pezzi più belli e conosciuti. Il live, ripetuto praticamente in mezzo mondo, diventa un vero successo, non solo per i brani, ma anche per lo spettacolo scenografico.
Nel 2009, su richiesta di Gaspar Noé, produce alcune canzoni mixer per il film francese Enter the Void. Negli anni seguenti si ricongiunge con de Homem-Christo nei Daft Punk per la realizzazione della colonna sonora del film Tron: Legacy (2010), ottenendo risultati inaspettati essendo il loro primo contatto con un'orchestra. Nel 2013 esce il quarto album in studio dei Daft Punk, intitolato Random Access Memories, che, grazie a Get Lucky, diventa uno degli album di maggior successo della storia della musica. Tra le varie collaborazioni in questo album ricordiamo Pharrell Williams e Giorgio Moroder, un pioniere della musica elettronica.

## Vita privata
È sposato con l'attrice Élodie Bouchez, da cui ha avuto nel 2002 il suo primo figlio, Tara-Jay, e successivamente Roxan nel 2008. Dal 2004 si sposta a Beverly Hills per motivi di lavoro della moglie e per dedicarsi più da vicino alla produzione di film propri. Tuttavia attualmente vive a Parigi mentre i suoi studi di registrazione restano a Los Angeles.
A causa di un acufene, Thomas non si esibisce più nei locali dal 2002, per paura di poter danneggiare ulteriormente le condizioni delle sue orecchie. Grazie a varie cure l'artista francese riesce comunque a tornare in condizioni ottimali, anche se però la sua presenza nei locali come DJ cala drasticamente, facendo si che la sua popolarità, molto salita negli anni novanta, venga offuscata.

## Discografia

### Da solista
Album
- 2002 – Irreversible (Original Soundtrack from the Motion Picture)
- 2023 – Mythologies

EP
- 1995 – Trax on da Rocks
- 1996 – Spinal Scratch
- 1998 – Trax on da Rocks Vol. 2
- 2003 – Outrage

### Con i Daft Punk
- 1997 – Homework
- 2001 – Discovery
- 2005 – Human After All
- 2013 – Random Access Memories

### Con i Darlin'
Singoli
- 1993 – Cindy So Loud/Darlin'

### Con i Da Mongoloids
Singoli
- 1996 – Spark da Meth

### Con gli Stardust
Singoli
- 1998 – Music Sounds Better with You

### Remix
- Alan Braxe - Vertigo
- Bob Sinclar - Gym Tonic
- Roy Davis Jr. - Rock Shock
- DJ Mehdi - Signatune

## Colonne sonore
- Daaaaaalí!, 2024